# العثور على فيفيان ماير
العثور على فيفيان ماير (بالإنجليزية: Finding Vivian Maier) فيلم وثائقي أمريكي أنتج عام 2013 عن حياة المصورة فيفيان ماير، كتابة وإخراج كل من جون مالوف وتشارلي سيسيل، وانتاج جيف غارلين.
كانت ماير امرأة أميركية-فرنسية عملت معظم حياتها كمربية أطفال، ومدبرة منزل لعدد كبير من عائلات شيكاغو. حملت كاميرا في كل مكان ذهبت إليه، لكن إرث ماير للتصوير الفوتوغرافي كان مجهولا خلال حياتها، حتى توفيت في عام 2009.
يوثق الفيلم كيفية اكتشاف مالوف عملها، وبعد وفاتها، كشف عن حياتها من خلال مقابلات مع أشخاص يعرفونها. وكان مالوف قد اشترى صندوقًا يحتوي على صور سلبية في مزاد في شيكاغو عام 2007، ثم قام بمسح الصور ووضعها على الأنترنت، توالت بعدها المقالات الإخبارية في الظهور حول ماير، وبدأت حملة كيك ستارتر للفيلم الوثائقي في وقت قريب.
عُرض الفيلم للمرة الأولى في مهرجان تورونتو الدولي للأفلام في 9 سبتمبر 2013. تم عرضه في دور السينما، وتم إصداره على دي في دي في نوفمبر 2014. عند إطلاق الفيلم، تلقى الفيلم اشادة من النقاد،  وفاز بالعديد من الجوائز، وتم ترشيحه لجائزة الأوسكار لأفضل فيلم وثائقي في حفل توزيع جوائز الأوسكار السابع والثمانون.

## فريق العمل المُختار
- جون مالوف
- فيل دوناهو
- ماري إلين مارك
- جويل مايرويتز
- تيم روث

## الجوائز
2014: أفضل فيلم وثائقي، جائزة ألاسكا ايرباص للجمهور، مهرجان بورتلاند السينمائي الدولي.
2014: جائزة أفضل مخرج جديد، وجائزة ألاسكا للجمهور، ومهرجان بورتلاند السينمائي الدولي.
2014: جائزة المؤسسين لأفضل فيلم وثائقي، ترافيرس سيتي فيلم.
2014: فاز (مرتبط مع تعادل مع فيلم أوفرنايترز تمثيل جيسي موس) الجائزة الكبرى للجنة التحكيم، مسابقة الفارس الوثائقي، مهرجان ميامي السينمائي الدولي.
2014: جائزة جون شليزنجر للفيلم الأول المتميز، مهرجان بالم سبرينغز السينمائي الدولي.
2014: رُشحت لجائزة الأوسكار لأفضل فيلم وثائقي في حفل جوائز الاوسكار 87.

## روابط خارجية
- العثور على فيفيان ماير على موقع IMDb (الإنجليزية)
- العثور على فيفيان ماير على موقع ميتاكريتيك (الإنجليزية)
- العثور على فيفيان ماير على موقع روتن توميتوز (الإنجليزية)
- العثور على فيفيان ماير على موقع نتفليكس (الإنجليزية)
- العثور على فيفيان ماير على موقع قاعدة بيانات الأفلام العربية
- العثور على فيفيان ماير على موقع ألو سيني (الفرنسية)
- العثور على فيفيان ماير على موقع أول موفي (الإنجليزية)
- العثور على فيفيان ماير على موقع بوكس أوفيس موجو (الإنجليزية)
- العثور على فيفيان ماير على موقع فيلمافينيتي (الإسبانية)
- العثور على فيفيان ماير على موقع قاعدة بيانات الفيلم (الإنجليزية)

- Official website
- Finding Vivian Maier on IMDb
- Finding Vivian Maier at Box Office Mojo
- Finding Vivian Maier at Rotten Tomatoes
- Finding Vivian Maier at Metacritic
- Maloof and Siskel interviewed by David Poland about Finding Vivian Maier (36 minute video)